# Chaetabraeus persetifer
Chaetabraeus persetifer är en skalbaggsart som först beskrevs av Desbordes 1919.  Chaetabraeus persetifer ingår i släktet Chaetabraeus och familjen stumpbaggar. Inga underarter finns listade i Catalogue of Life.